# Chang Chenchen
Chang Chenchen (chinesisch 常晨晨, Pinyin Cháng Chénchén; * 20. Juni 1986 in Shanghai) ist eine ehemalige chinesische Tischtennisspielerin.                

## Werdegang
Chang Chenchen trainierte von 1991 bis 1996 an den Sportschulen der Provinzen Anshan und Liaoning. 
Sie trat 1998 der Provinzmannschaft von Liaoning bei, 2001 in den B-Kader der chinesischen Nationalmannschaft ein und wurde 2003 befördert. Im Jahr 2007 gewann sie die Russian Open im Einzel und holte darüber hinaus viele weitere Pro Tour-Medaillen im Doppel. 
2009 nahm Chang an ihrer ersten Weltmeisterschaft teil, wo sie jedoch nur im Mixed-Wettbewerb zusammen mit Hao Shuai zum Einsatz kam. Das Duo konnte sich eine Bronzemedaille sichern. Beim World Team Cup 2013 nahm die Chinesin aufgrund des verletzungsbedingten Rückzugs von Guo Yue ihren Platz ein, spielte mit Li Xiaoxia, Ding Ning, Liu Shiwen und Wu Yang und holte schließlich den Titel.
Im Jahr 2014 zog sich Chang Chenchen aus der Nationalmannschaft zurück.

## Turnierergebnisse
| Verband | Veranstaltung     | Jahr | Ort            | Land | Einzel        | Doppel     | Mixed      | Team |
| ------- | ----------------- | ---- | -------------- | ---- | ------------- | ---------- | ---------- | ---- |
| CHN     | World Tour        | 2012 | Jekaterinburg  | RUS  | Silber        | Gold       |            |      |
| CHN     | World Tour        | 2012 | Kuweit-Stadt   | KUW  | letzte 16     | Silber     |            |      |
| CHN     | Pro Tour          | 2011 | Dortmund       | GER  | Viertelfinale | letzte 16  |            |      |
| CHN     | Pro Tour          | 2009 | Sheffield      | ENG  | letzte 64     | Silber     |            |      |
| CHN     | Pro Tour          | 2008 | Singapur       | SIN  | letzte 16     | Halbfinale |            |      |
| CHN     | Pro Tour          | 2007 | St. Petersburg | RUS  | Gold          | letzte 16  |            |      |
| CHN     | Pro Tour          | 2006 | Singapur       | SIN  | letzte 16     | Halbfinale |            |      |
| CHN     | Pro Tour          | 2005 | Göteborg       | SWE  | Viertelfinale | Halbfinale |            |      |
| CHN     | Pro Tour          | 2005 | Magdeburg      | GER  | letzte 16     | letzte 32  |            |      |
| CHN     | Pro Tour          | 2005 | Harbin         | CHN  | Silber        | Halbfinale |            |      |
| CHN     | Pro Tour          | 2004 | Kōbe           | JPN  | letzte 16     | Halbfinale |            |      |
| CHN     | Pro Tour          | 2002 | Kōbe           | JPN  | letzte 32     | letzte 16  |            |      |
| CHN     | Weltmeisterschaft | 2009 | Yokohama       | JPN  |               |            | Halbfinale |      |
| CHN     | World Team Cup    | 2013 | Guangzhou      | CHN  |               |            |            | 1    |